# Kaj Leo í Bartalsstovu
Kaj Leo í Bartalstovu (Vágur, 23 giugno 1991) è un calciatore faroese, centrocampista del Njarðvík.

## Carriera

### Club
Ha esordito nella massima serie faroese con il Víkingur Gøta, con il quale ha vinto tre coppe nazionali.
Il 12 gennaio 2014, è stato reso noto che si sarebbe aggregato ai norvegesi del Levanger per sostenere un provino. Il 22 gennaio, è stato annunciato ufficialmente l'ingaggio del giocatore, che si è legato al nuovo club con un contratto annuale.
Rimasto fino al termine del campionato 2015, il Levanger ha reso però noto che il suo contratto – in scadenza a fine stagione – non sarebbe stato rinnovato.
Nel febbraio 2016 passa ai romeni della Dinamo Bucarest

### Nazionale
Ha esordito nella nazionale maggiore il 21 febbraio 2013 nella partita amichevole persa per 2-0 contro la Thailandia.

## Palmarès

### Club

#### Competizioni nazionali
- Campionato islandese: 1

Valur: 2020
- Coppa delle Isole Fær Øer: 3

Víkingur Gøta: 2009, 2012, 2013